# Monachinae
Monachinae – podrodzina ssaków płetwonogich z rodziny fokowatych (Phocidae).

## Podział systematyczny
Do podrodziny należą następujące plemiona:
- Monachini J.E. Gray, 1869
- Miroungini Muizon, 1982
- Lobodontini J.E. Gray, 1869

Opisano również wymarłe rodzaje o statusie incertae sedis:
- Acrophoca Muizon, 1981[3] – jedynym przedstawicielem był Acrophoca longirostris Muizon, 1981
- Australophoca Valenzuela-Toro, Pyenson, Gutstein & Suárez, 2016[4] – jedynym przedstawicielem był Australophoca changorum Valenzuela-Toro, Pyenson, Gutstein & Suárez, 2015
- Magnotherium Rahmat, Hafed, Godfrey, Nance & Koretsky, 2022[5] – jedynym przedstawicielem był Magnotherium johnsii Rahmat, Hafed, Godfrey, Nance & Koretsky, 2022
- Noriphoca Dewaele, Lambert & Louwye, 2018[6] – jedynym przedstawicielem był Noriphoca gaudini (Guiscardi, 1870)
- Sarcodectes Rule, Adams, Rovinsky, Hocking, Evans & Fitzgerald, 2020[7] – jedynym przedstawicielem był Sarcodectes magnus Rule, Adams, Rovinsky, Hocking, Evans & Fitzgerald, 2020
- Terranectes Rahmat, Koretsky, Osborne & Alford, 2017[8]
- Virginiaphoca Dewaele, Peredo, Meyvisch & Louwye, 2018[9] – jedynym przedstawicielem był Virginiaphoca magurai Dewaele, Peredo, Meyvisch & Louwye, 2018